# Michał Stępak
Michał Stępak (ur. 27 lipca 1881 w Wiązownicy, zm. 10 kwietnia 1948 w Pieniężnie) – polski rolnik, polityk i działacz społeczny, poseł na Sejm III kadencji w II RP z ramienia Stronnictwa Narodowego.

## Życiorys
Syn Jana. Udzielał się w licznych stowarzyszeniach narodowych, gdzie skupiał się na działalności narodowej wśród Rusinów. Do 1914 był sekretarzem miejscowego kółka rolniczego, a do 1913 członkiem Drużyn Bartoszowych. Działał w Stronnictwie Demokratyczno-Narodowym.
W latach 1918-1930 wójtem gminy Wiązownica.  Był komendantem lokalnej ochotniczej straży pożarnej. Należał do Związku Ludowo-Narodowego. W 1928 roku bez powodzenia kandydował w wyborach parlamentarnych z list Bloku Katolicko-Narodowego. W wyniku sanacyjnych represji został uwięziony w dniu wyborów parlamentarnych w 1930 roku od godziny 9 do 23 na posterunku Policji Państwowej w Wiązownicy. Mimo to uzyskał mandat posła III kadencji Sejmu RP z list Stronnictwa Narodowego. Od 2 lutego 1936 był przewodniczącym powiatowego zarządu Stronnictwa Narodowego w Jarosławiu.
Podczas wojny został aresztowany przez NKWD. W latach 1941-1946 był internowany w Besarabii. Powrócił do Polski. Zmarł 10 kwietnia 1948 w Pieniężnie.